# Le Cirque Alphonsino
Le Cirque Alphonsino est une série télévisée jeunesse québécoise en treize épisodes de 25 minutes en noir et blanc diffusée du 26 juin au 18 septembre 1956 à la Télévision de Radio-Canada.

## Synopsis
Le Cirque Alphonsino était une émission destinée à la jeunesse qui présentait les intrigues au sein du Cirque Alphonsino. Chaque semaine, de véritables artistes de cirque étaient invités dont des acrobates, des équilibriste, des trapéziste. Il y avait également des animaux tels que chimpanzé ou cheval montrant leur savoir-faire.
Fafouin, la première série de Picolo et Le Cirque Alphonsino ont été précurseurs de ce qui allait devenir La Boîte à Surprise.

## Fiche technique
- Scénarisation : Luan Asllani
- Réalisation : Paul Legault
- Société de production : Société Radio-Canada

## Distribution
- Paul Hébert : Alphonsino (maître de cérémonies)
- Lucille Cousineau : Germaine
- Boudha Bradon : clown
- Michel Cailloux : le fakir Murad-Bey[2]
- Gaétane Laniel : fille du cirque
- Henri Norbert
- Édouard Woolley : clown[3]

Dans le Répertoire des séries, feuilletons et téléromans québécois de 1952 à 1992 de Jean-Yves Croteau, on mentionne également Michel Robbe. L'orthographe exacte est Michel Robbes et il s'agit en fait du nom d'artiste de l'époque de Michel Cailloux. Dans le même ouvrage, on attribue également le rôle du fakir à Boudha Bradon mais il s'agit d'une erreur. Source: entretien avec Michel Cailloux.